# Stadtwerke Langen
Die Stadtwerke Langen GmbH sind der regionale Energieversorger der hessischen Stadt Langen und der Gemeinde Egelsbach.
Neben der Versorgung mit Erdgas, Strom, Wärme und Wasser sind sie auch für den Stadtbusverkehr in beiden Orten zuständig.

## Regionales Engagement
Mit der Zielsetzung die Region Langen und Egelsbach attraktiver zu machen, werden vor allem lokale Vereine und Feste unterstützt. Sport- und Musikvereine in Langen und Egelsbach werden durch Sponsoring und Bandenwerbung sowie Trikotwerbung unterstützt. Zudem können Vereine, Organisationen und Initiativen Projekte über die "Zusamme-Crowd" der Stadtwerke finanzieren.
Kinder sollen zudem bereits früh an die Nutzung des öffentlichen Nahverkehrs herangeführt werden. Die Stadtwerke bieten daher die Aktion „Sicherer Bus“ an, bei der die Kinder das Ein- und Aussteigen und das Verhalten an den Haltestellen lernen.
Zudem gibt es die Aktion „Langen räumt auf“ die von den Kommunalen Betrieben (KBL) unterstützt wird. Diese gemeinschaftliche Aktion soll für eine saubere Umwelt sensibilisieren und ein sauberes Stadtbild fördern.

## Geschichte

### Frühe Anfänge der Stadtwerke
Die Geburtsstunde der Stadtwerke Langen ist der 8. Mai 1908, als der großherzogliche Steuerkommissar Greiner den Gewerbeschein für die Leuchtgasproduktion im ortsansässigen Gaswerk ausstellte. Das Gaswerk in der Liebigstraße ging ans Netz. Im Gebäude neben dem Gaswerk wurde aus Steinkohle gewonnenes Gas in einem großen schmiedeeisernen Behälter gespeichert und in das städtische Verteilnetz eingespeist. Die Debatte um die sogenannte „Lichtfrage“ entzweite die Bevölkerung Langens zuvor: Sollte Licht und Wärme aus Strom oder aus Gas gewonnen werden? Da Gas zu dieser Zeit bedeutend günstiger war, waren nicht zuletzt die ökonomischen Gründe ausschlaggebend, weshalb alle Bürger mit dem städtischen Gas versorgt wurden. Eine Bewohnerin Langens veranlasste die pure Freude über die neu gewonnene Lebensqualität dazu, eine „Hymne ans Gas“ zu verfassen: „Langener Gaswerk, wie verschönst du die Welt! Du allein hast unser Langen in ein besseres Licht gestellt. Später kommt elektrische Eisenbahn und sonstiges noch. Dann wird Langen blühen. Das Gaslicht lebe hoch!“
Auch in der Wasserversorgung wurden die Stadtwerke Langen tätig. Das seit 1878 bestehende Wasserwerk in Langen, das ein Sammelreservoir an der Merzenmühle und ein fünfeinhalb Kilometer langes gusseisernes Wasserleitungsnetz umfasste, wurde erweitert. In den Jahren 1909 und 1910 wurden auch die auf einer Anhöhe gelegenen Wohngebiete erschlossen. Durch einen Wasserhochbehälter konnte der dort vorherrschende Wassermangel ausgeglichen werden. Im Zuge des Ersten Weltkriegs (1914–1918) wurde der Ausbau des Wasserleitungsnetzes aufgrund von Rohstoffknappheit gestoppt.
In den „Goldenen Zwanzigern“ gelang dann der Anschluss an die Elektrizität in Langen. Am 14. Juni 1924 unterzeichnete die Stadt Langen einen Stromlieferungsvertrag mit der Stadt Offenbach. Die Kreisstadt Offenbach verpflichtete sich in diesem Vertrag dazu, „die Gemeinde Langen mit elektrischer Arbeit für Licht, Kraft und sonstige Zwecke zu versorgen“. Die ersten Haushalte wurden am 9. Dezember 1924 an das Stromnetz angeschlossen. Das Langener Wochenblatt verkündete die frohe Botschaft: „In verschiedenen Stadtteilen leuchtet in den Häusern bereits das elektrische Licht. Ein Knips und es ist helle.“ 1927 wurden die Stadtwerke zu den „Städtischen Gas-, Wasser- und Elektrizitätswerken Langen“.

### Die Stadtwerke zur Zeit des Nationalsozialismus
Anfang 1933 kamen in Langen die ersten Nationalsozialisten an die Macht. Die Belegschaft der „Städtischen Gas-, Wasser- und Elektrizitätswerke Langen“ wurde im Zuge der Machtergreifung der Nationalsozialisten aufgestockt und mit mehrheitlich nationalsozialistischen Arbeitern besetzt. Die neue Regierung Deutschlands setzte ebenfalls eine neue Namensgebung der Stadtwerke Langen durch. Zukünftig mussten sie sich als „Stadtwerke Langen in Hessen“ bezeichnen. Zudem wurde eine neue Betriebssatzung beschlossen. Die Versorgung mit Gas, Wasser und Strom sollte nun für die Bevölkerung „im Sinne des Gemeinnutz dienender Gemeindepolitik“ erfolgen. Nur wenige Jahre danach, 1940, wurden die ersten Bomben über Langen abgeworfen und zerstörten Teile des Stadtbildes. In Folge des Angriffes auf Polen musste die Front bestmöglich unterstützt werden und alle benötigten Rüstungsausgaben erhalten. Damit ging eine Kehrtwende in der Werbestrategie der Stadtwerke Langen einher. Statt nun die Energie möglichst gewinnbringend zu verkaufen, wurde die Bevölkerung Langens angehalten, so viel Energie wie möglich einzusparen. Fünf Jahre später, kurz vor Ende des Krieges, wurde das Langener Gaswerk von amerikanischen Kräften angegriffen. Durch die Bombenangriffe stand der Gasbehälter zeitweise in Flammen und schwerwiegende Explosionen konnten nur durch ein beherztes Eingreifen des Gasmeisters Johann Wilhelm Herth verhindert werden. Er konnte die Verbindung zwischen Gasometer und Verteilungsnetz rechtzeitig kappen. Infolge des Angriffes konnten die Amerikanischen Besatzungsmächte nach dem Gaswerk die ganze Stadt erfolgreich einnehmen. Durch den langwierigen Wiederaufbau der Werke und Leitungen entstand in der Nachkriegszeit eine bittere Not, die aber schon wenige Jahre später von der Währungsreform und dem damit einhergehenden Wirtschaftswunder abgelöst wurde.

### Nachkriegszeit
Um die neu entstandenen Langener Wohngebiete an das Versorgungsnetz anschließen zu können, war es vonnöten, die Leitungen auszubauen. Das Niederspannungsnetz wurde von 40 auf 87 Kilometer erweitert und die Stromabgabe wuchs um 288 Prozent auf fast 17 Millionen Kilowattstunden pro Jahr. Auch das Wasserleitungsnetz wurde von 21 auf 56 Kilometer ausgebaut, die Wasserabgabemenge stieg um 126 Prozent auf 586.400 Kubikmeter jährlich. Ab 1962 entschieden sich die Stadtwerke Langen dazu, Gas nicht mehr selbst zu produzieren, sondern mittels Fremdbezug durch die Südhessische Gas und Wasser AG aus Darmstadt den Bedarf zu decken. Außerdem wurde 1958 zusätzlich zur Energieversorgung auch der öffentliche Personennahverkehr mit Eröffnung einer Buslinie angegliedert.
Am 1. Juli 1963 wurde ein weiterer Meilenstein in der Geschichte der Stadtwerke Langen gelegt. An diesem Tag wurden die Stadtwerke von einem kommunalen Eigenbetrieb in eine Gesellschaft mit beschränkter Haftung (GmbH) umgewandelt. So erhoffte man sich eine größere Wirtschaftlichkeit und eine Entlastung des städtischen Haushalts. Zudem war das Ziel, ein städtischer Wirtschaftsbetrieb zu werden und weniger eine Behörde. Die erste Geschäftsführung der GmbH bestand aus Karl Groß und Werner Wienke. Darüber hinaus wurde erstmals eine Gesellschafterversammlung und ein Aufsichtsrat eingesetzt.
1964 wurde das Wasserwerk West eingeweiht. Die moderne Anlage in der Paul-Ehrlich-Straße war das Herzstück der Langener Wasserversorgung. Ab dem 30. Juni 1975 musste man allerdings auch auf Fremdwasserbezug zurückgreifen, da das eigene Wasserwerk für die Deckung des Bedarfs nicht mehr ausreichte. Seitdem wurde über den Zweckverband Wasserversorgung Stadt und Kreis Offenbach (ZWO) Fremdwasser bezogen.

### Neuere Geschichte
Seit dem 23. Januar 1978 werden Gasverbraucher mit Erdgas H versorgt.
Die Nachbargemeinde Egelsbach wurde ab dem 15. März 1980 an die Trinkwasserversorgung Langens angeschlossen. Ab 1984 wurde Egelsbach auch mit Gas von den Stadtwerken Langen versorgt, gefolgt von der Stromversorgung, die die Energieversorgung Offenbach AG (EVO) am 1. Januar 1989 an Langen übergab.
Zwischen den Stadtwerken Langen GmbH und der südhessischen Gas und Wasser AG entstand die Wärmeversorgung Langen GmbH. Durch die beiden BHKWs in Langen (Hallenbad und ATW-Siedlung) wurden im Jahr 1985 mehr als eine Million Liter Heizöl ersetzt. Die Stadtwerke Langen GmbH beliefert zudem zwei weitere Blockheizkraftwerke (Institutszentrum der Bundesbehörden in Neurott und Dreieich-Krankenhaus) mit Erdgas.
Am 23. und 24. Mai 1996 stand dann der Umzug der Stadtwerke Langen GmbH von der Liebigstraße 9–11 in die Weserstraße 14 an.
Seit dem 28. Mai 1995 ist der Stadtbusverkehr und das Anruf-Sammel-Taxi (AST) der Stadtwerke in den Rhein-Main-Verkehrsverbund (RMV) eingegliedert. Die Fahrpläne dieses öffentlichen Nahverkehrs sind an die Zeiten der S-Bahn gekoppelt.
Um nach der Liberalisierung des Strommarktes 1998 konkurrenzfähig zu bleiben, führten die Stadtwerke Langen GmbH den „Prima-Tarif“ ein. Ein Jahr später wurde erstmals über den Tarif „Prima-Tarif Umwelt“ Ökostrom angeboten.
Der neue Wasserhochbehälter wurde 2006 am Steinberg feierlich eingeweiht und in Betrieb genommen. 2013 entstand auf dem Betriebsgelände die erste Stromtankstelle in Langen und zwei Jahre später die erste Stromtankstelle in Egelsbach (Georg-Wehsarg-Straße (Ostseite Bahnhof)).
2007 wurden die Versorgungsnetze vollumfänglich erneuert und ausgebaut. Seit 2008 belaufen sich die Gas- und Wasserleitungsnetze auf jeweils 160 Kilometer Länge. Die Stromleitungen umfassen insgesamt ein 125 Kilometer langes Mittelspannungsnetz und ein 272 Kilometer langes Niederspannungsnetz, an das insgesamt 26.000 Stromzähler angeschlossen sind.
Zuletzt gingen 2015 und 2016 die Heizzentralen Steubenstraße und Belzborn ans Netz. Für die Elektromobilität errichteten die Stadtwerke Langen elf öffentliche Ladesäulen mit je 2 × 22 kW Ladeleistung in Langen und Egelsbach.

## Unternehmensstruktur
Die Stadtwerke Langen GmbH stehen unter der Geschäftsführung von Uwe Linder. Die Gesellschafter teilen sich die Anteile wie folgt:
- Beteiligungsmanagement Langen GmbH 75,2 %
- Gemeinde Egelsbach 4,8 %
- Entega AG 10,0 %
- Energieversorgung Offenbach (EVO) 10,0 %

Zudem sind die Stadtwerke Langen GmbH Anteilseigner an:
- Stadtwerke Langen Immobilien GmbH 100 %
- Dynega Energiehandel GmbH 6,67 %
- Entega Windpark Erksdorf GmbH 12,5 %
- Baugenossenschaft Langen eG 9,0 %
- Windpool GmbH 1,25 %